# 朱元璋传
《朱元璋传》，为中国史学家、胡适弟子、北京市副市长吴晗的一部传记作品，主要描述明太祖朱元璋的生平和相关历史背景。
该书曾经在1946年、1949年、1954年、1965年，四易其稿，不同的稿件都有出版，叙事手法则因为作者所处环境而有一定改变，但主要框架内容未变。首版时原名《由僧钵到皇权》；1948年11月，吴晗到当时中共所在地河北平山县西柏坡，并携带手稿向毛泽东请教。后毛泽东请其务必以“历史唯物主义”观点修改。后吴晗因《海瑞罢官》案而招致批判及牢狱之灾，《朱元璋传》亦成其罪名之一。